# Andorrai labdarúgó-bajnokság (első osztály)
Az andorrai labdarúgó-bajnokság első osztálya (katalán nyelven: Lliga andorrana de futbol) a legmagasabb szintű labdarúgó-bajnokság Andorrában. A pontvadászat minden mérkőzését az ország két legnagyobb labdarúgó-stadionjában rendezik. A bajnokságban versengő csapatok játékosai túlnyomórészt amatőr státuszúak, vagyis a labdarúgás mellett egyéb munkát is vállalnak.
Érdekesség, hogy a legjelentősebb andorrai klub, az FC Andorra sosem játszott az andorrai bajnokságban, mivel a csapatot a spanyol ligarendszerbe regisztrálták.

## A bajnokság rendszere
A pontvadászat 10 csapat részvételével őszi-tavaszi lebonyolításban zajlik és két fő részből áll: egy alapszakaszból és egy helyosztó rájátszásból. Az alapszakasz során a csapatok körmérkőzéses rendszerben mérkőznek meg egymással, minden csapat minden csapattal kétszer játszik.
Az alapszakasz végső sorrendjét az alábbi szempontok szerint határozzák meg:
1. a bajnokságban szerzett pontok összege;
2. a bajnoki mérkőzések gólkülönbsége;
3. a bajnoki mérkőzéseken szerzett gólok száma;

Az alapszakasz sorrendjének megfelelően a mezőnyt két részre bontják. Az 1–4. helyezettek kerülnek a bajnoki címért folyó felsőházi, az 5–8. helyezettek pedig az élvonalbeli tagság megőrzéséről döntő alsóházi rájátszásba. A csapatok a helyosztó csoportokba minden alapszakaszbeli eredményüket magukkal viszik, majd újfent körmérkőzéses, oda-visszavágós rendszerben mérkőznek meg egymással.
A felsőházi rájátszás győztese az andorrai bajnok, az alsóházi rájátszás utolsó helyezettje kiesik a másodosztályba, az alsóházi rájátszás 3. helyezettje pedig osztályozó mérkőzést játszik a másodosztály ezüstérmesével. A párosítás győztese indulhat a következő szezon élvonalbeli küzdelmeiben.

## Az eddigi győztesek
| - 1994–1995: FC Santa Coloma (1.) - 1995–1996: FC Encamp (1.) - 1996–1997: CE Principat (1.) - 1997–1998: CE Principat (2.) - 1998–1999: CE Principat (3.) - 1999–2000: Constel·lació Esportiva (1.) - 2000–2001: FC Santa Coloma (2.) - 2001–2002: FC Encamp (2.) - 2002–2003: FC Santa Coloma (3.) - 2003–2004: FC Santa Coloma (4.) | - 2004–2005: Sant Julià (1.) - 2005–2006: FC Rànger’s (1.) - 2006–2007: FC Rànger’s (2.) - 2007–2008: FC Santa Coloma (5.) - 2008–2009: Sant Julià (2.) - 2009–2010: FC Santa Coloma (6.) - 2010–2011: FC Santa Coloma (7.) - 2011–2012: FC Lusitanos (1.) - 2012–2013: FC Lusitanos (2.) - 2013–2014: FC Santa Coloma (8.) | - 2014–2015: FC Santa Coloma (9.) - 2015–2016: FC Santa Coloma (10.) - 2016–2017: FC Santa Coloma (11.) - 2017–2018: FC Santa Coloma (12.) - 2018–2019: FC Santa Coloma (13.) - 2019–2020: Inter Club d’Escaldes (1.) - 2020–2021: Inter Club d’Escaldes (2.) - 2021–2022: Inter Club d’Escaldes (3.) - 2022–2023: Atlètic Club d’Escaldes (1.) |

### Dicsőségtábla klubok szerint
| Csapat                  | Bajnok | Ezüstérmes | Bronzérmes |
| ----------------------- | ------ | ---------- | ---------- |
| FC Santa Coloma         | 13     | 8          | 6          |
| Inter Club d’Escaldes   | 3      | 1          | 3          |
| CE Principat            | 3      | 1          | 1          |
| UE Sant Julià           | 2      | 9          | 7          |
| Lusitanos               | 2      | 2          | 1          |
| FC Encamp               | 2      | 1          | 3          |
| FC Rànger’s             | 2      | 1          | 2          |
| Constel·lació Esportiva | 1      | 0          | 0          |
| Atlètic Club d’Escaldes | 1      | 0          | 0          |
| UE Santa Coloma         | 0      | 3          | 4          |
| Engordany               | 0      | 1          | 1          |
| Veterans d’Andorra      | 0      | 1          | 0          |

## Jelentős külföldi játékosok
A félkövérrel jelölt játékosok szerepeltek hazájuk felnőtt válogatott keretében labdarúgó-világbajnokságon.
| - Juvenal Edjogo-Owono - Thapelo Tale - Alfi Conteh-Lacalle - Joan Carrillo Milán |

## A bajnokság helyezése az UEFA-rangsorban
A bajnokság helyezése 2011-ben az UEFA rangsorában. (Dőlt betűvel az előző szezonbeli helyezés, zárójelben az UEFA-együttható).
- 49.  (49.)  IFA Premiership (2,249)
- 50.  (48.)  Vodafonedeildin (1,416)
- 51.  (50.)  BGL Ligue (1,374)
- 52.  (51.)  Primera Divisió (1,000)
- 53.  (53.)  Campionato Sammarinese di Calcio (0,916)